# Okolnicowce
Okolnicowce (Cyclanthales) – rząd roślin jednoliściennych wyróżniony w niektórych systemach klasyfikacyjnych.

## Systematyka
W systemie Reveala (1994-1999 oraz wersja z 2007) takson monotypowy obejmujący jedną rodzinę okolnicowatych Cyclanthaceae. Podobnie ujmowany był ten takson w systemie Takhtajana i Cronquista. W systemie APG III (2009) rząd nie jest wyróżniany, a zaliczana do niego rodzina okolnicowatych stanowi jeden z kladów pandanowców Pandanales.